# Хем Тхон Витини
Хем Тхон Витини (англ. Hem Thon Vitiny, 7 сентября 1993, Пномпень, Государство Камбоджа) — камбоджийская пловчиха. Участвовала в летних Олимпийских играх 2008, 2012 и 2016 годов.

## Биография
Хем Тхон Витини родилась 7 сентября 1993 года в камбоджийском городе Пномпень.
В 2008 году вошла в состав сборной Камбоджи на летних Олимпийских играх в Пекине. Выступала в плавании на 50 метров вольным стилем. В предварительном заплыве показала 78-й результат (31,41 секунды) и не попала в число 16 участников полуфинала, уступив 6,35 секунды худшей из квалифицировавшихся — Ханне-Марии Сеппяля из Финляндии.
В 2012 году вошла в состав сборной Камбоджи на летних Олимпийских играх в Лондоне. Выступала в плавании на 50 метров вольным стилем. В предварительном заплыве показала 57-й результат (30,44 секунды) и не попала в число 16 участников полуфинала, уступив 5,31 секунды худшей из квалифицировавшихся — Теодоре Драку из Греции.
В 2016 году вошла в состав сборной Камбоджи на летних Олимпийских играх в Рио-де-Жанейро. Выступала в плавании на 50 метров вольным стилем. В предварительном заплыве показала 66-й результат (29,37 секунды) и не попала в число 16 участников полуфинала, уступив 4,6 секунды худшей из квалифицировавшихся — Инге Деккер из Нидерландов.

## Семья
Происходит из семьи пловцов. Дед Хем Тхон (1943—2015) также занимался плаванием, в 1959 и 1962 годах участвовал в Играх Юго-Восточной Азии. Отец Хем Лумпхат (1976—2020) выступал на летних Олимпийских играх 1996 года, дядя Хем Кири (род. 1980) — на летних Олимпийских играх 2000 и 2004 годов, дядя Хем Тхон Понлоу (род. 1990) — на летних Олимпийских играх 2008 и 2012 годов, тётя Хем Раксмей (род. 1983) — в летних Олимпийских играх 1996 и 2000 годов.